# Frente Nacional Unido (Singapur)
El Frente Nacional Unido (en inglés: United National Front; en chino: 联合国民阵线; en malayo: Barisan Nasional Bersatu; en tamil: ஐக்கிய தேசிய முன்னணி), abreviado como UNF, fue un partido político de corta duración que existió en Singapur entre 1969 y 1972. Se fundó como sucesor de la seccional singapurense de la Alianza gobernante de Malasia y tenía vínculos con el Barisan Nasional (Frente Nacional). Tenía como objetivo restituir la estadidad de Singapur dentro de la Federación de Malasia finalizada con la secesión en 1965. Fue liderado por Vetrivelu Rengaswamy.
La formación presentó candidatos en las elecciones parciales de 1970, en las cuales fracasó en conseguir escaños pero logró que sus dos candidatos retuvieran sus depósitos. De cara a las elecciones generales de 1972, el UNF postuló candidatos en 33 de las 65 circunscripciones disponibles, convirtiéndose en el último partido político fuera del hegemónico Partido de Acción Popular (PAP) en disputar una mayoría absoluta de gobierno. Sin embargo, en los comicios, el UNF sufrió una atroz derrota al recibir solo el 7,38% de los votos y ubicarse en tercer puesto detrás del Partido de los Trabajadores (WP), que logró erigirse como el principal oponente electoral del PAP, el cual conservó la totalidad de los escaños. Más de la mitad de los candidatos del UNF perdieron sus depósitos al no recibir más de un octavo de los votos, lo que implicó una masiva pérdida económica para el partido que, sumada a una serie de luchas internas previas, precipitó su disolución prácticamente después del día de las elecciones.
Tras la desaparición del UNF, no han vuelto a existir partidos de importancia que promuevan la reunificación entre Singapur y Malasia. Muchos de los miembros del UNF adhirieron posteriormente al Partido de la Justicia de Singapur (SJP).